# Curzay-sur-Vonne
 Curzay-sur-Vonne  es una población y comuna francesa, situada en la región de Poitou-Charentes, departamento de Vienne, en el distrito de Poitiers y cantón de Lusignan.

## Demografía
| 605 | 518 | 477 | 529 | 460 | 426 |
| Para los censos de 1962 a 1999 la población legal corresponde a la población sin duplicidades (Fuente: INSEE [Consultar]) |     |     |     |     |     |